# Кубок Нидерландов по футболу 2010/2011
Кубок Нидерландов по футболу сезона 2010/2011 — 93-й розыгрыш кубка проводится среди клубов Высшего и Первого дивизиона, клубов Топклассе, а также любительских команд. Розыгрыш кубка стартовал 18 августа 2010 года, а завершился 8 мая 2011 года на роттердамском стадионе «Де Кёйп». Титул защищал «Аякс». В финальном матче «Твенте» в дополнительное время одержал победу над «Аяксом» со счётом 3:2.

## Даты матчей
| Раунд           | Дата                      |
| --------------- | ------------------------- |
| Первый раунд    | 18 августа 2010           |
| Второй раунд    | 25 августа 2010           |
| Третий раунд    | 21, 22 и 23 сентября 2010 |
| Четвёртый раунд | 9, 10 и 11 ноября 2010    |
| 1/8 финала      | 21, 22 и 23 декабря 2010  |
| Четвертьфиналы  | 25, 26 и 27 января 2011   |
| Полуфиналы      | 1, 2 и 3 марта 2011       |
| Финал           | 8 мая 2011                |

## Первый раунд
В первом раунде играют 4 любительских клуба из Хоофдклассе. Матчи состоялись в среду 18 августа.
| Хозяева        | Счёт           | Гости  |
| -------------- | -------------- | ------ |
| Би Квик 1887   | 2:1            | АСВХ   |
| ХХК Харденберг | 1:1 (пен.-1:4) | Венрай |

## Второй раунд
Во втором раунде играют два победителя первого раунда, а также 21 любительский клуб и 31 клуб из Топклассе, кроме ФК «Осс». Раунд состоит из 27 матчей. Матчи прошли 25 августа 2010 года.
| Хозяева           | Счёт           | Гости            |
| ----------------- | -------------- | ---------------- |
| Ахиллес '29       | 6:0            | ПКС '83          |
| Козаккен Бойс     | 6:1            | АФК Амстердам    |
| ССВ Апелдорн      | 0:1            | Гемерт           |
| ЖВС Кейк          | 2:3            | Эксельсиор '31   |
| Путтен            | 3:0            | СВ Аргон         |
| АРС               | 4:0            | Венрай           |
| ЕВВ               | 2:1            | Эйсселмервогелс  |
| Холландия         | 4:2            | Харкемайс Бойс   |
| Квик '20          | 0:1            | АСВ              |
| Би Квик 1887      | 1:2 (д.вр.)    | ХСС '21          |
| Ворсотен '97      | 3:0 (д.вр.)    | Пресикхаф        |
| Хаагландия        | 2:2 (пен.-5:4) | СВЗВ             |
| ВКЕ               | 6:1            | ГВВВ             |
| УВС               | 0:3            | ДОВО             |
| ФК Лиссе          | 0:2            | Дийксе Бойс      |
| Рийнсбург Бойз    | 2:0            | Донген           |
| Гелемёйден        | 2:2 (пен.-6:5) | ФК Хилверсюм     |
| Де Трефферс       | 3:1            | ХСВ Хоек         |
| Влиссинген        | 1:3            | Спакенбург       |
| Клутинге          | 3:4            | ВВСБ             |
| Дёрне             | 3:0            | БВВ Барендрехт   |
| ХВСХ              | 1:5            | Спарта Нийкерк   |
| Капелле           | 4:0            | Вит Зварт Снек   |
| Флево Бойс        | 1:0            | Барони           |
| Нордвейк          | 3:2            | Линден           |
| Звалувен '30 ХССВ | 1:1 (пен.-3:5) | РКСВ Гроэне Стер |
| Вилхельмина       | 1:11           | Катвейк          |

## Третий раунд
Во третьем раунде играют 27 победителей второго раунда, а также 18 клубов из Эрстедивизи, 18 клубов из Эредивизи и ФК «Осс», вылетевший из Первого дивизиона в Топклассе. По правилам жеребьёвки первые шесть клубов из Эредивизи, не участвующие в еврокубках, не могут встретиться между собой в третьем раунде.
Раунд состоит из 32 матчей. Матчи прошли 21, 22 и 23 сентября 2010.
| Хозяева        | Счёт           | Гости         |
| -------------- | -------------- | ------------- |
| Зволле         | 2:2 (пен.-5:4) | Виллем II     |
| Нордвейк       | 3:1            | Ворсотен '97  |
| Холландия      | 1:2            | Волендам      |
| Эммен          | 1:3            | Херенвен      |
| Эксельсиор '31 | 0:2            | АДО Ден Хааг  |
| ХСС '21        | 0:2            | Гоу Эхед Иглз |
| Спакенбург     | 0:0 (пен.-5:3) | Росендал      |
| Вендам         | 2:1 (д.вр.)    | Хелмонд Спорт |
| Путтен         | 1:1 (пен.-4:3) | ДОВО          |
| Спарта Нийкерк | 2:1            | Козаккен Бойс |
| Телстар 1963   | 3:1            | Фортуна       |
| Гелемёйден     | 2:0            | АСВ           |
| Флево Бойс     | 0:6            | Витесс        |
| РКС Валвейк    | 4:1            | Алмере Сити   |
| Ден Босх       | 2:3            | АЗ            |
| Фейеноорд      | 1:1 (пен.-3:4) | Рода          |

| Хозяева          | Счёт           | Гости        |
| ---------------- | -------------- | ------------ |
| ПСВ              | 3:0            | Спарта       |
| Капелле          | 1:4            | Твенте       |
| Де Графсхап      | 1:1 (пен.-3:4) | Утрехт       |
| Аякс             | 5:0            | МВВ          |
| Де Трефферс      | 5:1            | Катвейк      |
| ВКЕ              | 0:3            | Эксельсиор   |
| Рийнсбург Бойз   | 4:2 (д.вр.)1   | Дёрне        |
| РКСВ Гроэне Стер | 2:2 (пен.-1:4) | Дийксе Бойс  |
| АРС              | 0:3            | Хераклес     |
| ВВСБ             | 0:2            | Камбюр       |
| Гемерт           | 0:4 (д.вр.)    | АГОВВ        |
| Хаагландия       | 1:4 (д.вр.)    | Гронинген    |
| ЕВВ              | 3:5            | ФК Эйндховен |
| Ахиллес '29      | 2:0            | Осс          |
| Дордрехт         | 4:3            | НЕК          |
| НАК Бреда        | 3:1            | ВВВ-Венло    |

## Четвёртый раунд
Матчи прошли 9, 10 и 11 ноября 2010 года.
| Хозяева        | Счёт           | Гости          |
| -------------- | -------------- | -------------- |
| Херенвен       | 0:2            | НАК Бреда      |
| Спарта Нийкерк | 2:1            | Эксельсиор     |
| Камбюр         | 1:4            | РКС Валвейк    |
| Дордрехт       | 1:2            | Волендам       |
| Путтен         | 0:2            | Телстар 1963   |
| Зволле         | 1:1 (пен.-3:5) | Твенте         |
| ПСВ            | 3:0            | Спакенбург     |
| АЗ             | 3:0            | ФК Эйндховен   |
| Дийксе Бойс    | 1:9            | Гелемёйден     |
| АГОВВ          | 0:2            | Утрехт         |
| Де Трефферс    | 0:1            | Нордвейк       |
| Витесс         | 3:0            | Рийнсбург Бойз |
| Гоу Эхед Иглз  | 0:2            | Рода           |
| Аякс           | 3:0            | Вендам         |
| Ахиллес '29    | 5:3            | Хераклес       |
| Гронинген      | 1:1 (пен.-5:4) | АДО Ден Хааг   |

## 1/8 финала
Матчи состоятся 21, 22 и 23 декабря 2010 года, точные даты будут определены позднее.

Матчи «Спарта Нийкерк» — «Нордвейк», «Ахиллес '29» — «РКС Валвейк», «Телстар» — «НАК Бреда», «Гелемёйден» — «Гронинген» перенесены на 18 января 2011 года из-за снегопада.
| Хозяева        | Счёт           | Гости       |
| -------------- | -------------- | ----------- |
| Твенте         | 5:0            | Витесс      |
| Утрехт         | 1:0            | Волендам    |
| Рода           | 1:3            | ПСВ         |
| Аякс           | 1:0            | АЗ          |
| Гелемёйден     | 2:3            | Гронинген   |
| Спарта Нийкерк | 3:3 (пен.-3:5) | Нордвейк    |
| Ахиллес '29    | 2:2 (пен.-1:3) | РКС Валвейк |
| Телстар        | 0:1            | НАК Бреда   |

## 1/4 финала
Жеребьёвка четвертьфинальных матчей кубка Нидерландов прошла 23 декабря 2010 года. В жеребьёвке участвовал полузащитник «Аякса» Сим де Йонг. Матчи 1/4 финала пройдут 25, 26 и 27 января 2011 года.
| Хозяева     | Счёт           | Гости     |
| ----------- | -------------- | --------- |
| РКС Валвейк | 6:0            | Нордвейк  |
| Утрехт      | 3:2            | Гронинген |
| Твенте      | 1:1 (пен.-7:6) | ПСВ       |
| Аякс        | 4:1            | НАК Бреда |

## Полуфиналы
Жеребьёвка полуфинальных матчей прошла 27 января 2011 года после окончания матча «Аякс» — «НАК Бреда». Матчи состоятся 2 и 3 марта 2011 года.
| Твенте   | 1:0     | Утрехт |
| -------- | ------- | ------ |
| Янко 77′ | (отчёт) |        |

| Аякс                                                                                   | 5:1     | РКС Валвейк      |
| -------------------------------------------------------------------------------------- | ------- | ---------------- |
| Эбесилио 14′ · Эль Хамдауи 33′ · Де Йонг 55′ · Де Зеув 58′, 85′ · Сулеймани 73′ (пен.) | (отчёт) | Блинд 27′ (авт.) |

## Финал
| Твенте                             | 3:2 (1:2) (доп. вр) | Аякс                       |
| ---------------------------------- | ------------------- | -------------------------- |
| Брама 45′ · Янссен 56′ · Янко 118′ | (отчёт)             | де Зеув 19′ · Эбесилио 40′ |